# Kim Strübind

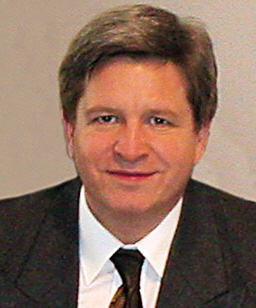
Kim Strübind

Kim Strübind (* 8. November 1957 in Nürnberg) ist ein deutscher evangelischer Theologe und Publizist. Er lehrt seit 2007 am Institut für Evangelische Theologie und Religionspädagogik der Carl von Ossietzky Universität Oldenburg im Fach Altes Testament, Judaistik und Religionswissenschaft. 

## Leben
Kim Strübind studierte nach dem Abitur am Comenius-Gymnasium Deggendorf im Jahr 1977 Evangelische Theologie und Judaistik an der Kirchlichen Hochschule Berlin sowie an der Hebräischen Universität Jerusalem. 1989 wurde er in Berlin mit einer Dissertation über die Theologie der Chronikbücher im Alten Testament zum Dr. theol. promoviert.
Nach einer Tätigkeit als Geschäftsführer eines Forschungsinstituts und wissenschaftlicher Assistent an der Kirchlichen Hochschule Berlin sowie an der Theologischen Fakultät der Universität Heidelberg war er Post-Doc-Stipendiat des von der DFG geförderten Heidelberger Graduiertenkollegs „Religion und Normativität“. 
Während seiner Tätigkeit als Hauptpastor einer Münchner Baptistengemeinde von 1996 bis 2006 war er von 2002 bis 2004 zugleich Landespräses (Landesvorsitzender) der bayerischen Baptistengemeinden und Mitglied der Kirchenleitung des Bundes Evangelisch-Freikirchlicher Gemeinden. 2012 konvertierte er in die Evangelisch-Lutherische Kirche in Bayern unter Anerkennung seiner Ordinationsrechte als Pfarrer.
Von 2007 bis 2014 war er Verwalter der Professur für Altes Testament und Hebräisch am Institut für Evangelische Theologie und Religionspädagogik der Universität Oldenburg (unter zeitweiliger Ernennung zum Professor für Evangelische Theologie). Von 2014 bis 2023 lehrte er dort als Wissenschaftlicher Mitarbeiter und Lehrkraft für besondere Aufgaben.
Kim Strübind war von 1996 bis 2014 Schriftleiter der seit 1996 erscheinenden Zeitschrift für Theologie und Gemeinde, die von der Gesellschaft für Freikirchliche Theologie und Publizistik (GFTP) herausgegeben wird, deren Vorsitzender er bis 2011 war. Schwerpunkte seiner publizistischen Tätigkeit bilden Fragen zur Hermeneutik und Religionsgeschichte des Alten (und Neuen) Testaments sowie zu kirchlichen und ökumenischen Gegenwartsfragen, die sich in zahlreichen Publikationen niederschlagen. Er war bis 2013 Mitglied der Präsidialversammlung des Deutschen Evangelischen Kirchentags.

## Schriften (Auswahl)

### Monographien
- Tradition als Interpretation in der Chronik. König Josaphat als Paradigma chronistischer Hermeneutik und Theologie (Zeitschrift für die alttestamentliche Wissenschaft Beiheft 201), Berlin/New York 1991
- Alef-Bet. Einführung in das biblische Hebräisch. Ein Lehrbuch, Hamburg 2023

### Herausgebertätigkeiten
- Zeitschrift für Theologie und Gemeinde (ZThG): Mitbegründer, Herausgeber und Schriftleiter
- Zwischen Himmel und Erde (hrsg. mit Andrea Strübind). Festschrift zum 100-jährigen Jubiläum der Evangelisch-Freikirchlichen Gemeinde München, München 2002
- Entgrenzungen. Festschrift zum 60. Geburtstag von Andrea Strübind, Berlin 2023

### Weitere Publikationen
- Zeitschriftenaufsätze, Artikel, Predigten siehe unter www.struebind.de